# حرشون
حرشون (به عربی: حرشون) یک شهرداری در الجزایر است که در استان الشلف واقع شده‌است. حرشون ۱۴٬۸۶۹ نفر جمعیت دارد.